# Calamoecia halsei
Calamoecia halsei is een eenoogkreeftjessoort uit de familie van de Centropagidae. De wetenschappelijke naam van de soort is voor het eerst geldig gepubliceerd in 1998 door Bayly.